# Panzer-Abteilung zur besonderen Verwendung 40
Panzer-Abteilung zur besonderen Verwendung 40, afgekort Pz Abt zbV 40, was een speciale gepantserde eenheid van het Duitse leger, opgericht begin maart 1940 met als doel de geplande Duitse inval in Denemarken en Noorwegen  te ondersteunen. Dit bataljon tanks (Pz Abt) bestond uit drie lichte compagnieën (Pz Kp) die op hun beurt bestonden uit drie tankpelotons (Pz Zug). 
De meeste tanks waren van het type Panzerkampfwagen I (PzKpfw I Ausf A - Sd.Kfz. 101), met relatief weinig Panzerkampfwagen II.
Na 25 april 1940 werden twee extra pelotons (Pz Zug), bestaande uit elk 1 stuk PzKpfw II, en 4 stuks Pz Kmpfwg II ingelijfd bij Pz Abt zbV 40 om de verliezen bij te vullen.
Op 9 april 1940 trok de staf van elementen 1. en 2. (le Pz Kompanie  Pz Abt zbV 40) in Denemarken. De 3e Compagnie werd direct naar Noorwegen getransporteerd. Doch de ganse operatie kwam in moeilijkheden terecht. Het stoomschip Urundi zonk met een aantal pantservoertuigen aan boord, en het schip Antaris H, op weg naar Oslo, zonk met 5 tanks aan boord. Het 3e schip, het merendeel van 3e compagnie bereikte Oldenburg op 17 april.
Het unieke aan Pz Abt zbV 40 was tankpeloton (Panzerzug Horstmann), genaamd naar zijn commandant, Oberleutnant Horstmann. Dit peloton bestond uit drie zware Neubaufahrzeug PzKpfw VI tanks, prototypes van een tank die nooit in productie is gegaan. Het peloton Pz zug Horstmann ontscheepte in Oslo op de morgen van 19 april en paradeerde door de straten van de stad om dat richting Konigsvingen Elverum te gaan. Het peloton Pz Zug Horstmann werd aangekoppeld aan vooruitgeschoven Duitse troepen van de 196e Infanterie-Divisie in een aanval tegen Hamar op 20 april 1940.
Bij het einde van de militaire acties in Noorwegen  was het merendeel van Panzer Abteilung zbV 40 gestationeerd te Oslo. Op 16 May 1940 waren de aantallen van Pz Abt zbV 40 als volgt:
1e Compagnie - 8 Panzerkampfwagen I; 7 Pz.II; 3 kl.Pz.Bef.Wg.
2e Compagnie - 8 Panzerkampfwagen I; 4 Pz.II
3e Compagnie - 5 Panzerkampfwagen I; 5 Pz.II; 1kl.Pz.Bef.Wg.
Peloton (Zug) Walter - 4 Panzerkampfwagen I; 1 Pz.II
Peloton (Zug) Meier - 4 Panzerkampfwagen I; 1 Pz.II
Peloton (Zug) Putlos - 3 Neubau Pz.VI 